# Сан Поло деи Кавалијери
Сан Поло деи Кавалијери (итал. San Polo dei Cavalieri) је насеље у Италији у округу Рим, региону Лацио.
Према процени из 2011. у насељу је живело 1953 становника. Насеље се налази на надморској висини од 632 м.

## Становништво
Према резултатима пописа становништва 2011. у општини је живело 2.984 становника.
| 1931. | 1936. | 1951. | 1961. | 1971. | 1981. | 1991. | 2001. | 2011. |
| ----- | ----- | ----- | ----- | ----- | ----- | ----- | ----- | ----- |
| 1.787 | 1.799 | 1.678 | 1.460 | 1.372 | 1.688 | 2.125 | 2.310 | 2.984 |